# Argyrophylax apta
Argyrophylax apta är en tvåvingeart som först beskrevs av Walker 1859.  Argyrophylax apta ingår i släktet Argyrophylax och familjen parasitflugor. Inga underarter finns listade i Catalogue of Life.